# アンドレイ・カルロフ
アンドレイ・ゲンナージェヴィチ・カルロフ（ロシア語: Андрей Геннадьевич Карлов、1954年2月4日 - 2016年12月19日）は、ソビエト連邦及びロシアの外交官。

## 人物
ソビエト連邦時代のモスクワ出身。1976年にモスクワ国際関係大学を卒業、同年ソ連外務省入省。1992年、外交専門高等教育機関である「ロシア外務省外交アカデミー(Diplomatic Academy of the Ministry of Foreign Affairs of the Russian Federation)」を卒業。2001年から2006年にかけて駐北朝鮮大使を務めた。2007年から2009年にかけてはロシア外務省領事副局長を務め、2009年からはロシア外務省領事局長、外務省会のメンバーでもあった。
2013年に駐トルコ大使に任命され、アンカラに赴任。妻が1人、息子が1人いる。
没後、ロシア連邦英雄称号を追贈。

## 暗殺
駐トルコ大使在任中の2016年12月19日、アンカラでの「トルコ人が見たロシア」という写真展覧会会場でスピーチを行っている際に、トルコ人警察官に銃撃され死亡した。
実行犯の警察官はトルコの警察の機動隊に所属する22歳のメブリュト・メルト・アルトゥンタシュであり、メブリュトはカルロフを射殺した直後「アレッポを忘れるな、シリアを忘れるな」「アッラーフ・アクバル（神は偉大なり）」と叫び、その後警官隊に包囲され射殺された。